# Полевая Слободка (Винницкая область)
Полевая Слободка (укр. Польова Слобідка) — село на Украине, находится в Тывровском районе Винницкой области.
Города поблизости: Винница, Умань.
Код КОАТУУ — 0524583805. Население по переписи 2001 года составляет 9 человек. Почтовый индекс — 23353. Телефонный код — 4355.
Занимает площадь 0,18 км².

## Адрес местного совета
23353, Винницкая область, Тывровский р-н, с. Малая Вулыга, ул. Щорса, 50